# Vignes-la-Côte
Vignes-la-Côte település Franciaországban, Haute-Marne megyében. Lakosainak száma 66 fő (2022. január 1.). Vignes-la-Côte Andelot-Blancheville, Montot-sur-Rognon, Reynel, Rimaucourt és Signéville községekkel határos.

## Népesség
A település népessége az elmúlt években az alábbi módon változott:
| Lakosok száma | 84   | 67   | 54   | 63   | 73   | 66   | 65   | 67   | 70   | 66   |
|               | 1968 | 1990 | 2006 | 2011 | 2015 | 2016 | 2018 | 2019 | 2021 | 2022 |